# Соловьёв, Пётр Николаевич
Пётр Николаевич Соловьёв (1907—1958) — советский хозяйственный, государственный и политический деятель.

## Биография
Родился в 1907 году в селе Мшанка. Член ВКП(б) с 1931 года.
С 1927 года - на хозяйственной, общественной и политической работе. В 1927-1958 гг. — председатель Мшанского сельского Совета Рязанской губернии и Московской области, на партийной работе в Московской области, в Хабаровском краевом комитете ВКП(б), 1-й секретарь Нижне-Амурского областного комитета ВКП(б), 1-й секретарь Камчатского областного комитета ВКП(б) - КПСС, 2-й секретарь Камчатского областного комитета КПСС.
Избирался депутатом Верховного Совета РСФСР 4-го созыва.
Умер в 1958 году в Петропавловске-Камчатском.